# Luigi Pianazzi
Luigi Maria di Gesù Pianazzi (Muro di Scopa, 3 dicembre 1743 – Varappuzha, 2 aprile 1802) è stato un vescovo cattolico e missionario italiano.

## Biografia

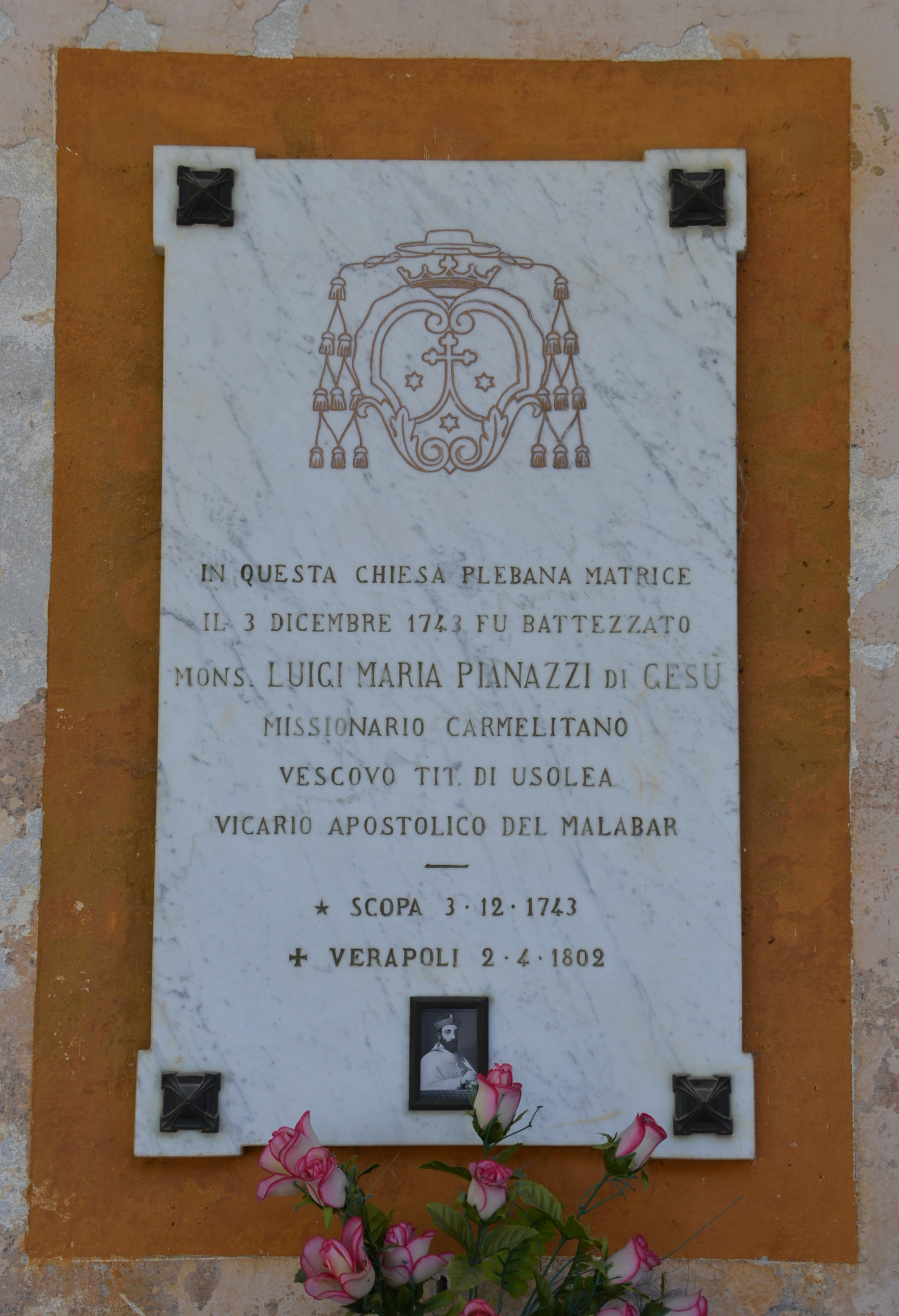
Lapide commemorativa a Scopa

Nato a Muro di Scopa, frazione del comune valsesiano di Scopa, fu battezzato il 3 dicembre 1743 nella chiesa parrocchiale del proprio comune. Il 10 gennaio 1762 prende i voti e diviene missionario dell’ordine dei carmelitani scalzi. Il 30 marzo 1784 fu designato vescovo titolare di Usula e contemporaneamente vicario apostolico del Malabar in India. Fu consacrato vescovo il 18 settembre 1785 dal vescovo Pierre Brigot, suo predecessore come vicario apostolico nella zona indiana. Nel corso del suo apostolato, monsignor Pianazzi amministrò la consacrazione episcopale a monsignor Franz Xavier (Viktor von der heiligen Maria) Schwaiger, O.C.D. l’8 febbraio 1789 e a monsignor Antonio Ramazzini, O.C.D. il 25 novembre 1795.
Morì in India il 2 aprile 1802.
Su un lato del portico della chiesa di Scopa, una lapide ricorda questo loro illustre compaesano.

## Genealogia episcopale e successione apostolica
La genealogia episcopale è:
- Cardinale Guillaume d'Estouteville, O.S.B.Clun.
- Papa Sisto IV
- Papa Giulio II
- Cardinale Raffaele Sansone Riario
- Papa Leone X
- Papa Paolo III
- Cardinale Francesco Pisani
- Cardinale Alfonso Gesualdo di Conza
- Papa Clemente VIII
- Cardinale Pietro Aldobrandini
- Cardinale Laudivio Zacchia
- Cardinale Antonio Barberini, O.F.M.Cap.
- Cardinale Marcantonio Franciotti
- Cardinale Giambattista Spada
- Cardinale Carlo Pio di Savoia
- Arcivescovo Giacomo Palafox y Cardona
- Cardinale Luis Manuel Fernández de Portocarrero-Bocanegra y Moscoso-Osorio
- Patriarca Pedro Portocarrero y Guzmán
- Vescovo Silvestre García Escalona
- Vescovo Julián Domínguez y Toledo
- Vescovo Pedro Manuel Dávila Cárdenas
- Arcivescovo Domingo Pantaleón Álvarez de Abreu
- Arcivescovo Manuel José Rubio y Salinas
- Vescovo Manuel de Matos, O.F.M.Disc.
- Vescovo Juan de La Fuente Yepes
- Vescovo Pierre Brigot, M.E.P.
- Vescovo Luigi Pianazzi, O.C.D.

La successione apostolica è:
- Vescovo Franz Xavier (Viktor von der heiligen Maria) Schwaiger, O.C.D. (1789)
- Vescovo Antonio Ramazzini, O.C.D. (1795)